# Alexandre d'Abonoticos
|  | «Alexandre el Paflagoni» redirigeix aquí. Cal no confondre'l amb el general Alexandre de Paflagònia |

Alexandre d'Abonoticos (en grec antic: Ἀλέξανδρος; en llatí: Alexander), dit també Alexandre el Paflagoni (105–171 dC) fou un impostor, endeví i mag que va fundar un conegut oracle a Abonoteicos (Paflagònia), a la vora de l'Euxí, ciutat on havia nascut.
El que se'n coneix és gràcies a la biografia que li va dedicar el seu enemic personal Llucià de Samòsata a l'obra Pseudomantis o El fals profeta. Es podria considerar un personatge fictici, inventat per Llucià, però s'han trobat indicis de la seva existència en monedes dels emperadors Luci Aureli Ver i Marc Aureli, i d'una estàtua d'aquest Alexandre esmentada per Atenàgores d'Atenes que es trobava al fòrum de Pàrion.

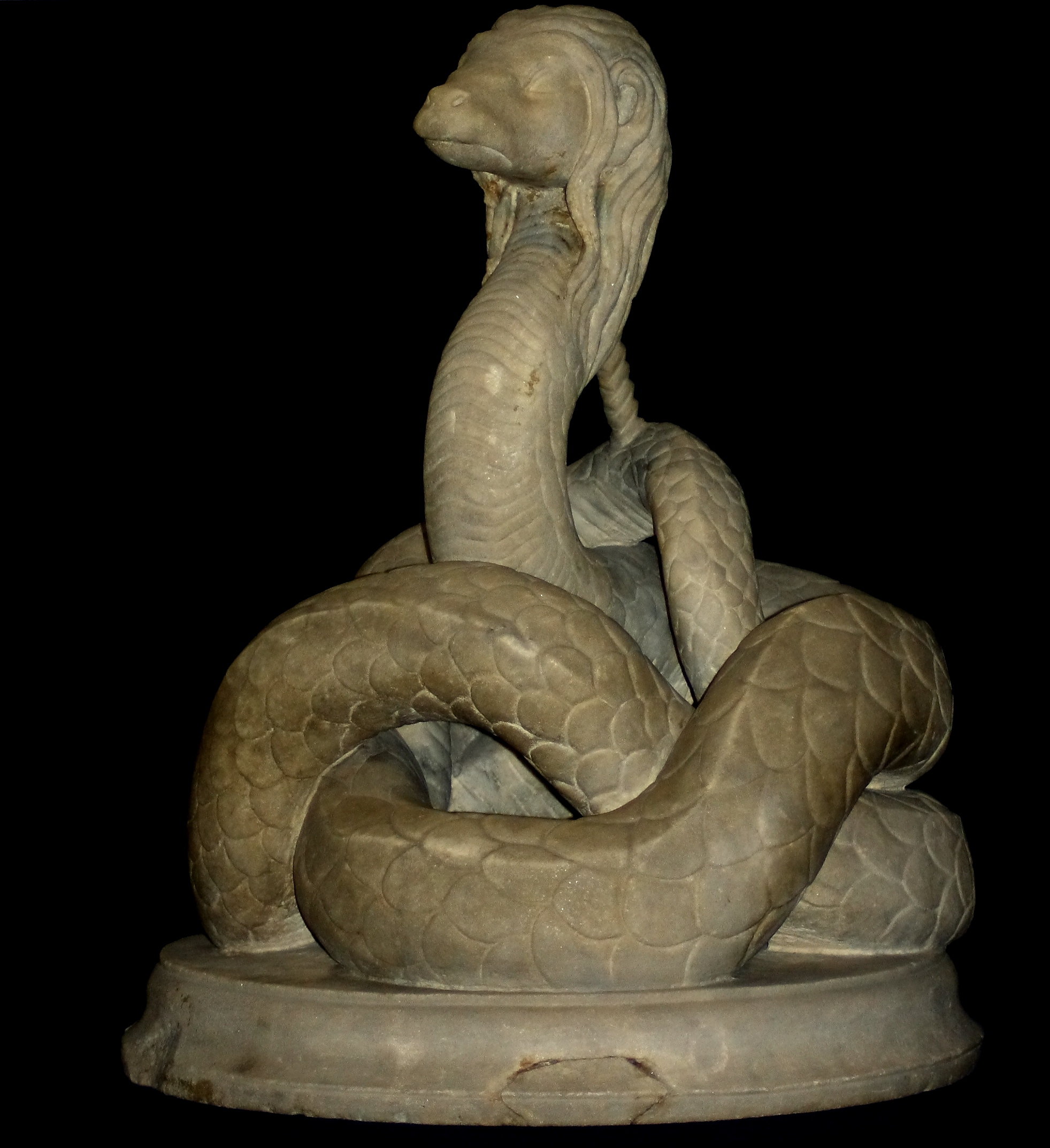
Imatge de Glicó

Alexandre va viure a l'època dels Antonins. Tenia un gran talent, i va ser educat per un mag compatriota i amic d'Apol·loni de Tíana del qual no se'n sap el nom. Acabats els estudis, va voler treure profit dels seus coneixements i, amb un personatge anomenat Cocones va fundar un oracle a la ciutat d'Abonoticos sota la protecció del déu Asclepi. Per a donar-li aparença d'autenticitat, va enterrar unes tauletes de bronze al temple d'Apol·lo a Calcedònia, que va «descobrir» després, on s'anunciava que Asclepi, acompanyat d'Apol·lo, anirien a la Paflagònia i fixarien la seva residència a Abonoticos. Alexandre va anar a la seva ciutat enmig d'una gran expectació. Diversos oracles havien fet d'ell un descendent de Podaliri, metge i endeví fill d'Asclepi, que va participar en la Guerra de Troia, i de Perseu, i que era també un gran profeta. Va fer córrer una profecia dient que un déu nou havia de néixer, i va enterrar als fonaments del temple d'Asclepi, llavors en construcció a Abonoticos, un ou d'oca prèviament buidat, on va posar una serp acabada de néixer. Quan l'ou es va obrir, va aparèixer la nova divinitat, que va rebre el nom de Glicó (Γλύκων), que tenia el cos de serp i el cap amb trets humans, perquè havia pintat o modelat el cap abans de posar-la a l'ou. Una imatge del déu trobada a la ciutat de Tomis ens pot donar idea de l'aparença de Glicó. És molt grossa, d'uns 4,6 metres, amb un cap antropomòrfic, sobretot els cabells i les orelles.
Alexandre va instituir un oracle anomenat de Glicó-Asclepi, i indicava al consultant que havia d'escriure en una tira de papir la demanda que volia fer, i que la lligués i la segellés amb cera. Ell mateix prenia les tires i, de dins el santuari, cridava per ordre els consultants mitjançant un sacerdot. Tot seguit, escoltava el déu i tornava la tira segellada, sense obrir, tal com l'havia rebut, però que incloïa a sota de la consulta la resposta del déu. Llucià descriu alguns dels trucs que utilitzava Alexandre per obrir els segells sense que fos evident. Però els consultants també podien escoltar la veu del déu en resposta a les seves peticions: la serp portava un tub acústic amagat al cap que permetia a Alexandre simular les respostes, que, com les dels altres oracles, solien ser ambigües i de vegades no tenien sentit. El déu, que va començar com un oracle sanador i receptava remeis i tònics, tenia organitzada una xarxa d'espies que el fornien d'útils informacions sobre els consultants, i personal al seu servei dedicat a la propaganda de l'oracle, guardians del temple i falsificadors de segells. La fama de l'oracle es va estendre per les ciutats veïnes i arribà fins a Roma. Severià, tetrarca de Galàcia, va portar a terme una expedició militar contra Armènia seguint les indicacions del déu. El procònsol d'Àsia, Mummi Sisenna Rutili (de la família romana dels Rutilis), el va consultar diverses vegades i el va presentar a l'emperador Marc Aureli. Alexandre va dir a l'emperador, que llavors lluitava contra els marcomans, que venceria en la batalla si llençava al Danubi dos «servidors de Cíbele» i perfums i ofrenes. L'emperador va llençar dos lleons al riu, que el van travessar nedant i van ser morts per l'enemic a l'altra riba. Les coses van anar malament a l'emperador: 20.000 soldats romans van ser fets presoners i els bàrbars van entrar en territori Romà. Alexandre es va defensar dient que els oracles eren ambigus, i que la victòria que havien profetitzat es referia a la dels marcomans.
Alexandre va instituir uns misteris a semblança dels eleusins, que se celebraven durant la nit amb processons de torxes i cerimònies sagrades, dels quals va excloure els seus particulars enemics, els cristians i els epicuris, que denunciava a les autoritats. Dins de les cerimònies dels misteris hi havia la seva unió mística amb la Lluna. El paper de Selene estava representat per Rutília, una filla de Rutili, amb qui Alexandre s'havia casat. Segons Llucià, moltes dones haurien tingut fills amb Alexandre amb l'aprovació dels seus marits, que deia que el déu-serp podia fecundar les dones i que amb aquesta finalitat anaven al santuari.
Havia anunciat en un oracle sobre ell mateix que viuria cent cinquanta anys i que moriria fulminat per un llamp. Però va morir l'any 174, quan en tenia setanta, víctima d'una gangrena en una cama.

## Bibiliografia
- Montero, Santiago. Diccionario de adivinos, magos y astrólogos en la Antigüedad.  Valladolid: Trotta, 1997, p. 53-54. ISBN 8481641618.
- Smith, William (ed.). «Alexander». A Dictionary of Greek and Roman biography and mythology. [Consulta: 6 febrer 2025].